# Kyffhäuserland
Kyffhäuserland är en kommun i Kyffhäuserkreis i förbundslandet Thüringen i Tyskland.
Kommunen bildades den 31 december 2012 genom en sammanslagning av de tidigare kommunerna Günserode, Seega, Rottleben, Göllingen, Badra, Bendeleben, Hachelbich och Steinthaleben.